# Fortepiano

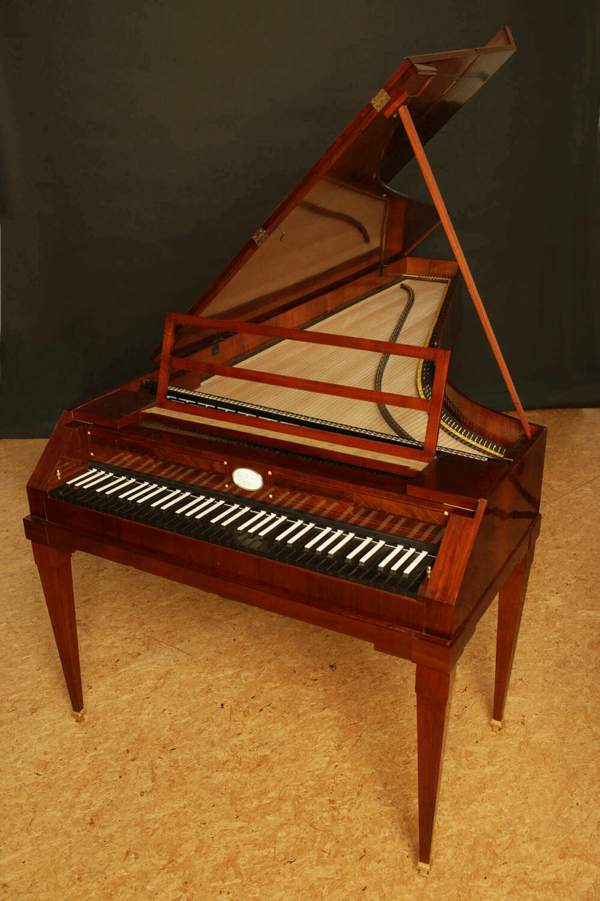
Fortepiano 1805

El  fortepiano  es un instrumento musical de cuerda percutida con teclado, instrumento intermedio entre el clavicordio y el piano del siglo XIX. Según algunos autores, hay que distinguir al fortepiano de su sucesor, el pianoforte (piano actual). El fortepiano tiene similitudes con el clavecín, en especial, que las teclas correspondientes a las alteraciones son blancas, y las correspondientes a las naturales son negras.

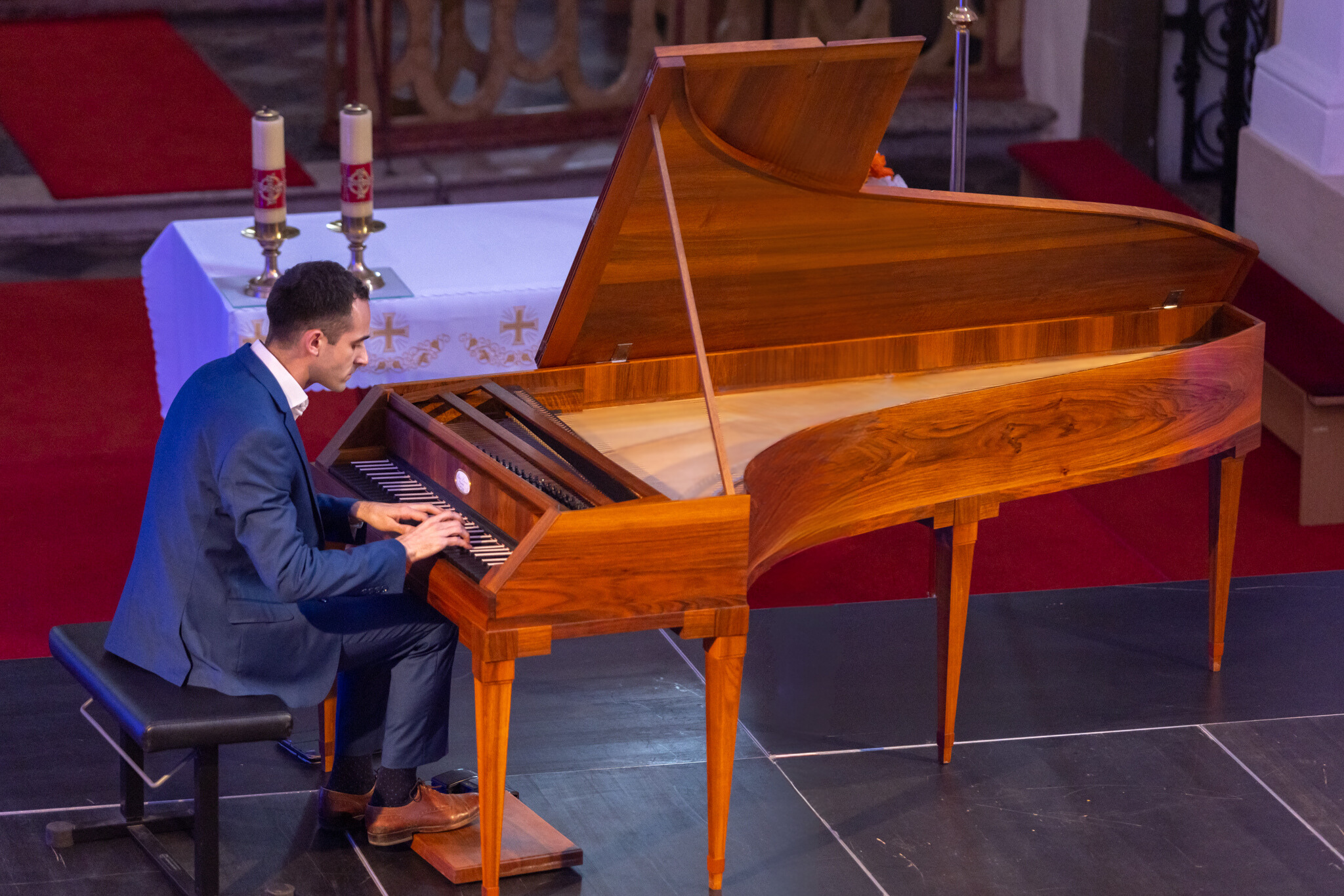
Danilo Mascetti, especialista en fortepiano

## Historia
«Fortepiano» y «piano» son términos utilizados para distinguir los pianos del siglo XVIII y principios / mediados del siglo XIX del piano moderno. El nombre deriva de la descripción de Scipione Maffei en 1711 del instrumento de 1700 de Bartolomeo Cristofori como un «gravicembalo col piano, e forte» («clavecín con suave y fuerte»).  El instrumento se hizo popular después de que Gottfried Silbermann comenzara a fabricar fortepianos en Alemania. Varias de ellas fueron compradas por Federico el Grande, y su maestro de capilla Carl Philipp Emanuel Bach las tocaba.
Uno de los constructores de fortepianos más distinguidos fue Johann Andreas Stein de Augsburgo, Alemania. Stein desarrolló la llamada acción «vienesa», popular en los pianos vieneses hasta mediados del siglo XIX. Otro importante fabricante de pianos vienés era Anton Walter. El propio Walter fortepiano de Mozart se encuentra actualmente en el Museo Mozart en Salzburgo, Austria. Haydn también era dueño de un piano Walter, y Beethoven expresó su deseo de comprar uno. El más famoso de los primeros fabricantes de pianos románticos fue Conrad Graf (1782-1851), quien hizo el último piano de Beethoven. Chopin, Mendelssohn y Schumann tocaron sus instrumentos. Johannes Brahms había preferido los pianos de Johann Baptist Streicher. Los constructores de escuelas de piano inglesas incluyeron a Johannes Zumpe, Robert Stodart y John Broodwood. Los fabricantes de pianos prominentes entre los franceses durante la era del fortepiano incluyeron a Erard, Pleyel (el creador favorito de Chopin) y Boisselot (el favorito de Liszt).

## Obsolescencia y renacimiento
Desde el final del siglo XVIII, el fortepiano sufrió un desarrollo tecnológico intensivo, evolucionando en el piano moderno. La forma antigua del instrumento dejó de fabricarse, pero a finales del siglo XIX, el pionero en música antigua Arnold Dolmetsch construyó tres fortepianos. Aunque su intención de revivir el fortepiano estaba varias décadas retrasada en el tiempo y no consiguió su propósito de que el instrumento fuera adoptado de nuevo.
En la segunda mitad del siglo XX, hubo un gran resurgimiento del interés por los instrumentos antiguos, incluyendo un renacimiento del fortepiano. Viejos instrumentos fueron restaurados y se construyeron muchos nuevos siguiendo la línea de los antiguos. Este renacimiento del fortepiano, estrechamente unido al del clavicordio, ha venido ocurriendo en los últimos tiempos. Entre los más destacados constructores modernos, se encuentran Philip Belt, Rodney Regier y Paul McNulty.
La reintroducción del fortepiano ha permitido interpretar la música del siglo XVIII y principios del XIX tal como fue escrita, obteniendo una nueva visión de esta música para los modernos oyentes.
Un importante número de modernos clavecinistas y pianistas se han decantado por la interpretación con el fortepiano, incluyendo a Susan Alexander-Max, Paul Badura-Skoda, Malcolm Bilson, Hendrik Bouman, Ronald Brautigam, Gary Cooper, Jörg Demus, Richard Fuller, Geoffrey Lancaster, Gustav Leonhardt, Robert Levin, Steven Lubin, Bart van Oort, Trevor Pinnock, David Schrader, Peter Serkin, Alexéi Lubímov, Viviana Sofronitsky, Andreas Staier y Melvyn Tan.

## El piano actual
Refinamientos sucesivos del mecanismo, una transformación total de cuerpo sonoro, un concepto diferente de la mecánica, vio el surgimiento gradual de un nuevo instrumento hacia el 1820, el piano, con un sistema de cuerdas más tensadas, un escape doble, una estructura de metal (el fortepiano no tenía marco, solo un apoyo), etc.

## Museo

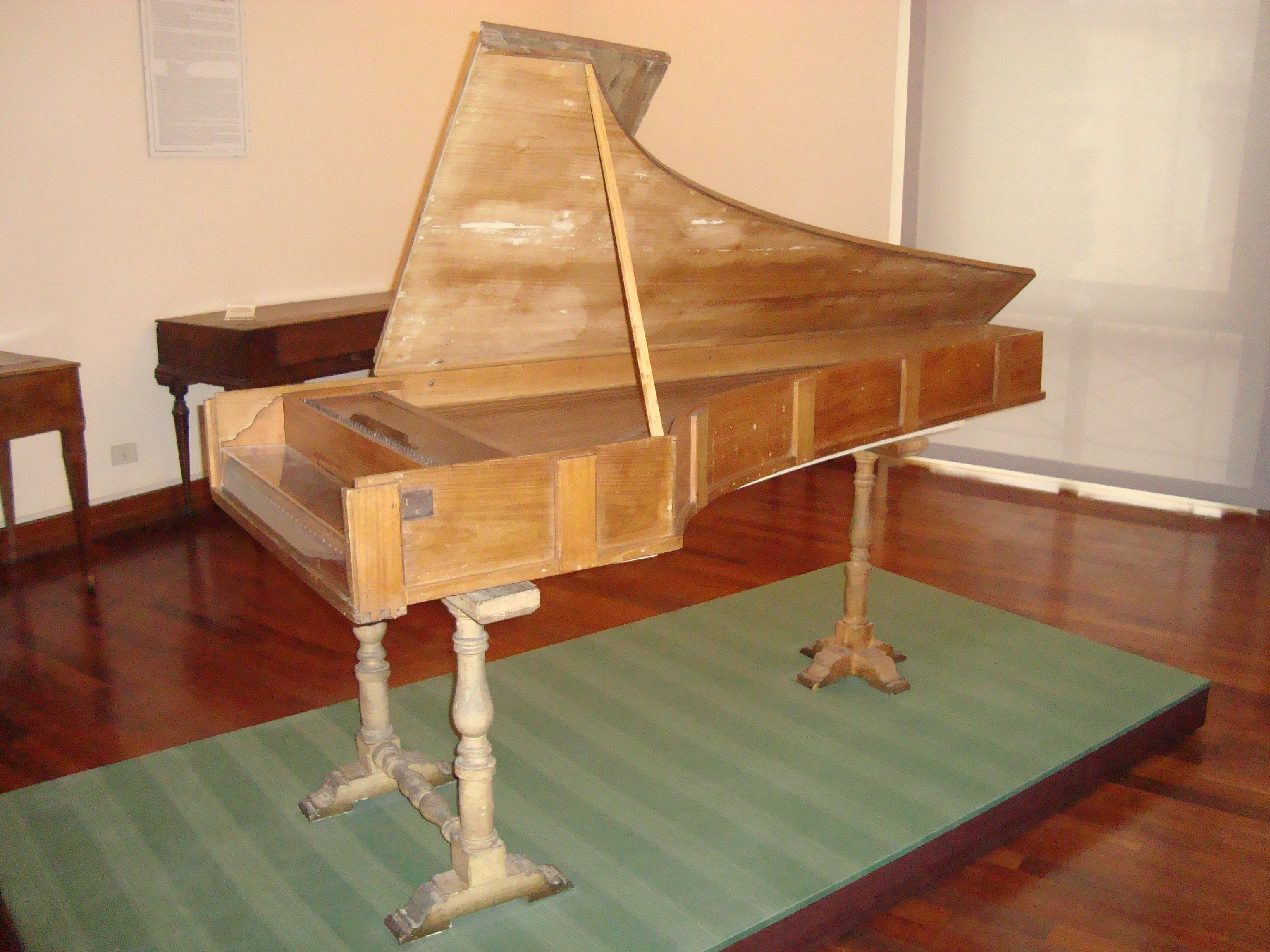
Fortepiano Bartolomeo Cristofori, 1722

Entre los ejemplares de excepcional valor artístico e histórico conservado en la colección de Museo Nacional de Instrumentos Musicales de Roma es un fortepiano hecho en 1722 por el famoso fabricante de clavicémbalos italiano Bartolomeo Cristofori.

## Terminología
- Nombre original:  Gravicembalo col piano e forte.

## Mecanismo del piano de Cristofori

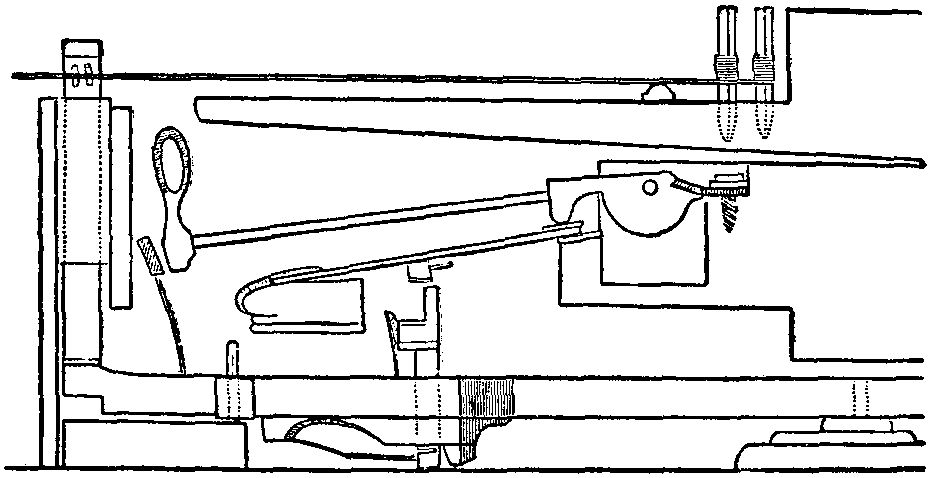
Mecanismo del piano de Cristofori, Encyclopedia Brittanica - 11th edition